# 昭和芸能舎
昭和芸能舎（しょうわげいのうしゃ）は、羽原大介が2001年に立ち上げた劇団である。テーマは「人間バンザイ!」。劇団結成当時の名称は「新宿芸能社」。
第13回公演「新橋フロリダ」を最後に、劇団名を「昭和芸能舎」に改名。
2020年7月の第29回公演「モスクワ1980幻日本代表取材日記」公演を最後に発展的解散。
役者
- 及川いぞう（おいかわ いぞう）
- 藤田美歌子（ふじた みかこ）
- 中川絵美（なかがわ えみ）
- ちかみれい
- 松林慎司（まつばやし しんじ）
- 浦島三太朗（うらしま さんたろう）
- 鄭光誠（ちょん ぐゎんそん）
- 康実紗（かん しるさ）
- ゆかわたかし
- アフロ後藤（あふろごとう）
- 高橋稔（たかはし みのる）
- 渡邊慶人（わたなべ よしひと）
- 田久保宗稔（たくぼ むねとし）
- 池原猛（いけはら たける）
- 李歩美（り ぽみ）
- しるさ
- 池内理紗（いけうち　りさ）

## これまでの公演
- 2001.9「すっぽんぽん!」
- 2002.9「歌舞伎町フルモンティ」
- 2003.1「二丁目行進曲」
- 2003.9「ドカチン」
- 2004.2「二丁目行進曲 '04」
- 2004.12「チェリーボーイズ」
- 2005.9「横丁のデカプリオ」
- 2006.9「ちんどん」
- 2007.2「ドカチン-下北沢死闘編-」
- 2007.9「へそのはなし」
- 2008.4「銀座通りのデカプリオ」
- 2008.11「歌の翼にキミを乗せ」
- 2009.4「新橋フロリダ」
- 2009.9「長ぐつのロミオ」
- 2010.6 ｢ラストコーラス｣
- 2011.2 ｢祖国へ｣
- 2011.10 「テニアン～歌の翼にキミを乗せ2011～」
- 2012.4 「ツチノコまつり～土野幸太郎一家の挑戦～」
- 2012.12 「七人のオカマ～映画『EDEN』公開記念公演～」
- 2013.6「浦安ロック」
- 2015.4「ゲバゲバ」
- 2015.12「ばかものたち」
- 2016.8「ストリッパー物語」
- 2017.4「たまべん」
- 2017.11「ぱっちぎ」
- 2018.7「フラガール」
- 2019.5「踊るヤマンバ」
- 2019.11「フラガール」
- 2020.7「モスクワ1980」